# Cratere Kathleen
Kathleen è  un cratere lunare. Il cratere è dedicato all'omonimo nome femminile irlandese.